# Almagro (Spagna)
Almagro è un comune spagnolo di 9 074 abitanti situato nella comunità autonoma di Castiglia-La Mancia.
Di origine romana, il paese, noto come centro di produzione di merletti, giace sulle rive del torrente Pellejero (corso d'acqua stagionale) nella grande pianura della Mancia.
È stato il quartier generale dei cavalieri dell'Ordine di Calatrava, il più antico e importante ordine militare-monastico di Spagna. L'ordine fu costituito nella vicina località di Calatrava da Raimondo di Fitero, abate cistercense, con lo scopo di combattere gli Arabi stanziati nel sud della penisola iberica. L'Ordine di Calatrava, abolito nel 1931, è fortemente legato alla storia del paese.
Nel XVIII secolo, Almagro fu capoluogo della provincia, titolo che poi cedette a Ciudad Real.
Nella sua zona centrale, il comune è ricco di edifici storici dei secoli XVI e XVII che gli permettono di formare parte dell'associazione "Los pueblos más bonitos de España".

## Origine del nome
Il nome Almagro si pensa possa derivare dal termine arabo المغرة (al-magra), ovvero "argilla rossa", riferendosi al tipico colore dei terreni che compongono il territorio che circonda Almagro. Un'altra possibile ipotesi è che il nome derivi dal termine المغرب (al-magrib), "a ovest", per indicare la posizione di Almagro rispetto al cammino Toledo-Cordova.

## Geografia
Almagro è situato tra piccole montagne paleozoiche con piccoli flussi d'acqua stagionali, come il torrente Pellejero e de Cuetos. La terra che circonda Almagro è di origine vulcanica, principalmente composta da quarzite e di colore rosso.

## Monumenti e luoghi d'interesse
- Plaza Mayor: è una delle piazze di maggior interesse di tutta la Spagna per la sua insolita tipologia rispetto alle altre piazze spagnole, essendo simile per forma e conformazione a molte piazze fiamminghe. Ha acquisito questa forma quando, nel secolo XVI, si stabilì ad Almagro il banchiere e uomo d'affari Jacob Fugger, tedesco originario di Augusta e banchiere personale dell'imperatore Carlo V, nonché uno degli uomini più ricchi dell'epoca. La piazza ha pianta rettangolare, nei lati lunghi è chiusa da portici su colonne architravate sulle quali si innalzano antiche case con logge vetrate dagli infissi di colore verde. Un tempo la piazza poteva essere chiusa e utilizzata per feste e avvenimenti di carattere pubblico, come per esempio, per lo svolgimento delle corride. Sulla piazza si affacciano la maggior parte dei monumenti importanti della cittadina.Plaza Mayor di Almagro. Si possono vedere le case tipiche con le vetrate verdi

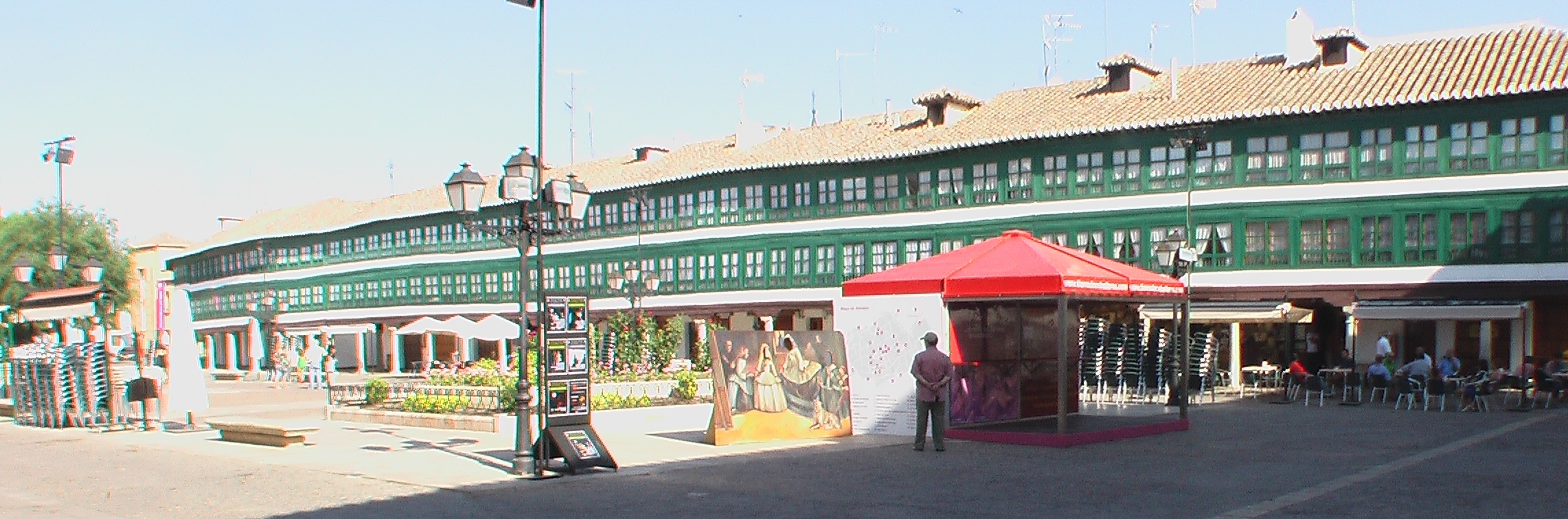
Plaza Mayor di Almagro. Si possono vedere le case tipiche con le vetrate verdi

- Corral de Comedias: dei molti edifici adibiti alle opere teatrali spagnole del XVII secolo conosciuti come Corral de Comedias, il Corral de Comedias de Almagro è l'unico che si sia conservato intatto e che tutt'oggi è ancora in uso. È stato costruito nel 1628 rimanendo in uso fino al XIX secolo, quando, per una perdita di popolarità del teatro stabile spagnolo, viene chiuso per diventare una locanda. Viene riscoperto nel 1950 e riabilitato all'uso per attività scenica e teatrale.
- Convento de la Asunción de Calatrava: anche questo complesso è dichiarato monumento nazionale. In origine è stato costruito per servire come ospedale cittadino nel 1519, ma fu poi trasformato a convento delle monache dell'Ordine di Calatrava. È stato fondato da Don Gutierre de Padilla a metà del XVI secolo ed è formato dall'edificio conventuale, dal claustro e dalla chiesa di stile gotico. Quest'ultima è ornamentata con elementi decorativi rinascimentali, come le nervature degli archi del tetto, mentre il claustro è decorato con gli scudi araldici del fondatore.
- Iglesia de San Agustín e Convento del Santísimo Sacramento: gli edifici in stile barocchi sono stati costruiti per commissione della famiglia Figueroa. Nel 1635 è cominciata la costruzione, durata fino al 1719. Come molti altri edifici, durante il terremoto di Lisbona del 1755, l'edificio ha sofferto danni tuttora visibili sulla facciata. La chiesa è a forma di croce latina con una grande navata centrale coperta al centro da una cupola. Attualmente non è usata come luogo di culto ma come Museo Nazionale del Teatro.
- Iglesia de San Bartolomé el Real o Iglesia de la Compañia de Jesús: è stata fondata su licenza di Filippo III nel 1602. La costruzione è cominciata nel 1625 per essere terminata, si crede, nel 1735. Fino al 1777 è stata abitata dall'Ordine dei Gesuiti. È costruita in stile barocco secondo il disegno dell'architetto Tomás Núñez de la Barrera. Parte della chiesa è stata distrutta durante il terremoto di Lisbona del 1755, per poi essere ricostruita. Con i resti del campanile della chiesa, nel 1845, fu costruita la Plaza de Toro de Almagro.
- Convento de Nuestra Señora del Rosario - Antigua Universidad Renacentista: la fondazione del convento, poi adibito a università cittadina, si deve a Fernando Fernández de Córdova y Mendoza per essere usata dall'ordine dei frati francescani e domenicani durante il XVI secolo. È composto da una sola navata a croce latina con abside poligonale e cappelle laterali. L'edificio è posteriormente stato ampliato per poter essere abilitato come università[3].
- Iglesia de la Madre de Dios: è situata nell'antico Ospedale di Nostra signora la Maggiore del 1546. È costruita in stile gotico con poche linee rinascimentali. Alberga al suo interno la statua della Santa Patrona di Almagro, la Virgen de las Nieves (Nostra Signora della Neve).
- Museo Nacional del Teatro: è un museo di somma importanza per la città perché celebra la grande tradizione teatrale del comune, oltre a essere uno dei pochi Musei Nazionali situati fuori Madrid. L'edificio fa parte dell'ala sudest del vecchio Palazzo Maestrale dell'Ordine di Calatrava e conserva tuttora una parte del patio in stile mudéjar.
- Teatro Municipale: costruito nel 1863 seguendo il disegno neoclassico dell'architetto Cirilo Vara y Soria, è servito come teatro cittadino fino agli anni cinquanta, dove passò brevemente a essere usato come cinema fino agli anni settanta, quando il teatro viene chiuso per problemi strutturali. Viene poi riaperto nel 1989 su progetto dell'architetto Miguel Fisac.
- Palacio de los Fúcares: eretto nel XVI secolo seguendo lo stile mudéjar con evidenti influenze rinascimentali, serviva come residenza della famiglia Függer, oltre a essere stato usato anche per immagazzinare il mercurio estratto dalle miniere della zona e per il grano raccolto. L'edificio si organizza intorno a un giardino centrale ed è formato da due piani: il primo di questi si affaccia al giardino grazie a grandi archi e colonne di pietra. La facciata esterna dell'edificio è formata da mattoni rossi.
- Palacio de los Oviedos: è stato costruito nel XVI secolo per ordine della famiglia Oviedo. Oggigiorno solo conserva il corpo principale.
- Statua equestre di Diego de Almagro: statua celebrativa del conquistatore e condottiero spagnolo.

Nei dintorni di Almagro si può trovare la Calzada de Calatrava a 24 km a sud con la chiesa parrocchiale del 1526 e il Castillo de Calatrava la Nueva, convento fortificato del secolo XIII costituito dalla chiesa in stile gotico-cistercense, un chiostro del XV secolo e alcuni altri ambienti d'uso cittadino.

## Infrastrutture e trasporti
Almagro è connessa alla vicina Ciudad Real dalla Ferrovia Manzanares-Ciudad Real. Questa è stata costruita a metà del XIX secolo per poi essere inaugurata il 21 gennaio del 1861 dalla compagnia MZA (ferrocarril de Madrid a Zaragoza y Alicante) per far parte della connessione Daimiel-Almagro dentro la linea progettata per unire Alcázar de San Juan con Ciudad Real.

## Economia
L'attività economica di Almagro si concentra principalmente sul settore primario: esistono coltivazioni di melanzane, cereali (principalmente di grano), ulivi, mandorli e vigneti intorno a tutto il paese, oltre a terreni dedicati all'allevamento di pecore e maiali. Nelle vicinanze esistono inoltre miniere di basalto, manganese e gesso.
Un altro settore molto importante per Almagro è la produzione di merletti (encaje), un'antica tradizione della zona.
In estate, Almagro si riempie di turisti attratti dalle attività teatrali organizzate.

## Gastronomia
Il prodotto più tipico di Almagro è la melanzana che si prepara con un condimento d'origine araba a base di aglio, sale, paprica, cumino e aceto e che è famoso in tutta Spagna.
Altri prodotti tipici sono i duelos, i quebrantos, il tiznao, il somallao, l'asadillo manchego, le gachas e il pisto manchego.

## Feste
Dal 23 al 28 di agosto si celebra la festa in onore di San Bartolomeo (feria de San Bartolomé), mentre il 5 di agosto si festeggia la Vergine delle Nevi (Virgen de las Nieves): in quest'occasione, la statua della Vergine conservata nella Iglesia de la Madre de Diós viene portata in processione per le strade del paese.
Almagro è conosciuta in tutta Spagna per il suo Festival Internazionale del Teatro Classico (Festival Internacional de Teatro Clásico), celebrato dal 1978 e dedicato al teatro barocco e del Siglo de Oro.

## Amministrazione

### Gemellaggi
Almagro è gemellata con:
- Trujilo
- Guérande
- Oujda